# Parco di Via Nicolardi
Il parco di via Nicolardi  è un parco urbano pubblico sito a Napoli in via Nicolardi al confine del Vallone di San Rocco.

## Storia
Il parco  è stato creato in una zona con ampi prati, che dal 23 novembre 1980 ha ospitato per qualche anno i senzatetto del terremoto dell'Irpinia. Già dalla fine degli anni novanta si ipotizzava alla creazione di un parco urbano nella zona del vallone di San Rocco, soprattutto in seguito all'apertura del parco del Poggio nei vicini Colli Aminei nel 2001.
I lavori, iniziati nel 2004 e conclusi alla fine del 2007, hanno portato all'inaugurazione del parco il 5 aprile 2008 alla presenza delle autorità della III Municipalità del Comune di Napoli e del sindaco Rosa Russo Iervolino.

## Struttura del Parco
Nel parco vi sono un'area giochi di moderna costruzione, varie aree per la sosta e un "percorso natura" immerso nel verde.              